# Arturo Paoli
Arturo Paoli (ur. 30 listopada 1912 w Lukka, zm. 13 lipca 2015) – włoski duchowny katolicki, przedstawiciel teologii wyzwolenia.

## Życiorys
Urodził się w Lukka młodość i dzieciństwo spędził w rodzinnym mieście. Ukończył studia na uniwersytecie katolickim w Mediolanie w 1936 roku. W 1937 roku wstąpił do seminarium, a w czerwcu 1940 roku został wyświęcony na kapłana. Podczas II wojny światowej brał udział w ruchu oporu i uratował żydowskie małżeństwo. W 1999 roku otrzymał medal Sprawiedliwy wśród Narodów Świata, a w 2007 roku otrzymał międzynarodową nagrodę Viareggio-Versilia.